# Зорич Володимир Антонович
Володимир Антонович Зорич (16 грудня 1937, Москва — 14 серпня 2023, Москва) — радянський і російський математик, фахівець у різних галузях математичного аналізу, конформної геометрії, теорії квазіконформних відображень.
Доктор фізико-математичних наук (1969), професор (1971), заслужений професор МДУ (2007). Автор широко відомого підручника «Математичний аналіз» для студентів математичних та фізико-математичних спеціальностей вищих навчальних закладів, який неодноразово перевидавали та переклали багатьма мовами.

## Науково-педагогічна діяльність
Народився в Москві 16 грудня 1937 року. Батько — робітник, виходець з Югославії, на ім'я Анте (в СРСР став називатися Антоном), мати — вчителька.
1960 року закінчив механіко-математичний факультет Московського державного університету імені М. В. Ломоносова. У 1963 році закінчив аспірантуру цього факультету (кафедра теорії функцій та функціонального аналізу) та захистив кандидатську дисертацію «Відповідність границь при деяких класах відображень у просторі», яка була відзначена як видатна (науковий керівник — Б. В. Шабат). 1969 року захистив докторську дисертацію «Глобальна зворотність квазіконформних відображень простору». Працював на кафедрі математичного аналізу механіко-математичного факультету МДУ: з 1963 року — на посаді асистента, з 1969 року — доцента, з 1971 року — професора. У 2007 році здобув звання заслуженого професора МДУ.
Протягом роботи на механіко-математичному факультеті МДУ прочитав низку основних та спеціальних курсів, зокрема:
- Математичний аналіз
- Теорія функцій комплексного змінного
- Квазіконформні відображення
- Диференціальне та інтегральне числення з погляду сучасного аналізу
- Асимптотичні методи аналізу
- Аналіз та конформна геометрія
- Математичний аналіз задач природознавства
- Математичні аспекти класичної термодинаміки

Раптово помер 14 серпня 2023 року у віці 85 років.

## Родина
Мав двох дітей — дочку Марію та сина Антона, який закінчив МДУ і також став математиком.